# Rio Chiché
Rio Chiché är ett vattendrag i Brasilien.   Det ligger i delstaten Pará, i den centrala delen av landet, 1 000 km nordväst om huvudstaden Brasília.
I omgivningarna runt Rio Chiché växer i huvudsak städsegrön lövskog. Trakten runt Rio Chiché är nära nog obefolkad, med mindre än två invånare per kvadratkilometer.